# Calathea laetevirens
Calathea laetevirens là một loài thực vật có hoa trong họ Marantaceae. Loài này được Huber mô tả khoa học đầu tiên năm 1906.